# Cave City (Arkansas)
Pour les articles homonymes, voir Cave City.
La ville de Cave City est située dans les comtés d’Independence et Sharp, dans l’État de l’Arkansas, aux États-Unis. Sa population s’élevait à 5 904 habitants lors du recensement de 2010, estimée à 1 909 habitants en 2017.

## Démographie
| 1910 | 1920 | 1930 | 1940 | 1950 | 1960 |
| ---- | ---- | ---- | ---- | ---- | ---- |
| 278  | 243  | 296  | 427  | 442  | 540  |

| 1970 | 1980  | 1990  | 2000  | 2010  | - |
| ---- | ----- | ----- | ----- | ----- | - |
| 807  | 1 634 | 1 503 | 1 946 | 1 904 | - |

## Source
- (en) Cet article est partiellement ou en totalité issu de l’article de Wikipédia en anglais intitulé « Cave City, Arkansas » (voir la liste des auteurs).

1. ↑  « Statistiques des États-Unis - Arizona - Profils des comtés de 2010 » (consulté en novembre 2020)